# Гуам на летних Олимпийских играх 2008
Гуам принимал участие в летних Олимпийских играх 2008 в шестой раз за свою историю, но не завоевал ни одной медали. Сборную страны представляло шесть спортсменов (в том числе - две женщины), принимавшие участие в соревнованиях по вольной борьбе, гребле на байдарках и каноэ, дзюдо, лёгкой атлетике и плаванию.

## Борьба
Спортсменов - 1
Вольный стиль
Женщины
| Спортсмен  | Категория | 1/16               | 1/8                              | Четвертьфинал      | Полуфинал          | Доп. раунд 1       | Доп. раунд 2       | Финал              | Место |
| Спортсмен  | Категория | Соперник Результат | Соперник Результат               | Соперник Результат | Соперник Результат | Соперник Результат | Соперник Результат | Соперник Результат | Место |
| ---------- | --------- | ------------------ | -------------------------------- | ------------------ | ------------------ | ------------------ | ------------------ | ------------------ | ----- |
| Мария Данн | До 63 кг  | -                  | Элина Васева (BUL) пор. 0-5, 0-7 | Не прошла          | Не прошла          | Не прошла          | Не прошла          | Не прошла          | 17    |

## Гребля на байдарках и каноэ
Спортсменов - 1
Мужчины
| Спортсмен      | Вид                  | Предварительный раунд | Предварительный раунд | Полуфинал | Полуфинал | Финал     | Финал     |
| Спортсмен      | Вид                  | Время                 | Место                 | Время     | Место     | Время     | Место     |
| -------------- | -------------------- | --------------------- | --------------------- | --------- | --------- | --------- | --------- |
| Син Пангелинан | Каноэ-одиночка 500м  | 2:12.696              | 21                    | 2:17.940  | 18        | Не прошёл | Не прошёл |
| Син Пангелинан | Каноэ-одиночка 1000м | 4:49.284              | 22                    | Не прошёл | Не прошёл | Не прошёл | Не прошёл |

## Дзюдо
Спортсменов - 1
Мужчины
| Спортсмен    | Категория | 1/32               | 1/16                           | 1/8                | 1/4                | 1/2                | 1-й утешительный круг     | Утешительный четвертьфинал | Утешительный полуфинал | Финал                |
| Спортсмен    | Категория | Соперник Результат | Соперник Результат             | Соперник Результат | Соперник Результат | Соперник Результат | Соперник Результат        | Соперник Результат         | Соперник Результат     | Соперник Результат   |
| ------------ | --------- | ------------------ | ------------------------------ | ------------------ | ------------------ | ------------------ | ------------------------- | -------------------------- | ---------------------- | -------------------- |
| Рикардо Блас | +100 кг   | -                  | Гуджеджиани Грузия L 0200-0001 | Не прошёл          | Не прошёл          | Не прошёл          | Маккормик США L 0100-0010 | Закончил выступление       | Закончил выступление   | Закончил выступление |

## Лёгкая атлетика
Спортсменов - 2
Мужчины
| Спортсмен | Вид  | Забег     | Забег | Полуфинал | Полуфинал | Финал     | Финал     |
| Спортсмен | Вид  | Результат | Место | Результат | Место     | Результат | Место     |
| --------- | ---- | --------- | ----- | --------- | --------- | --------- | --------- |
| Нейл Уир  | 800м | 1.57,48   | 8     | Не прошёл | Не прошёл | Не прошёл | Не прошёл |

Женщины
| Спортсмен   | Вид  | Забег     | Забег | Четвертьфинал | Четвертьфинал | Полуфинал | Полуфинал | Финал     | Финал     |
| Спортсмен   | Вид  | Результат | Место | Результат     | Место         | Результат | Место     |           |           |
| ----------- | ---- | --------- | ----- | ------------- | ------------- | --------- | --------- | --------- | --------- |
| Кора Аликто | 100м | 13,31     | 7     | Не прошла     | Не прошла     | Не прошла | Не прошла | Не прошла | Не прошла |

## Плавание
Спортсменов - 1
Мужчины
| Спортсмен        | Вид                | Заплыв    | Заплыв | Полуфинал | Полуфинал | Финал     | Финал     |
| Спортсмен        | Вид                | Результат | Место  | Результат | Место     | Результат | Место     |
| ---------------- | ------------------ | --------- | ------ | --------- | --------- | --------- | --------- |
| Кристофер Дуэнас | 100м вольный стиль | 52,64     | 59     | Не прошёл | Не прошёл | Не прошёл | Не прошёл |